# Płozy (wieś)
Płozy (niem. Plohsen) – wieś w Polsce, położona w województwie warmińsko-mazurskim, w powiecie szczycieńskim, w gminie Szczytno. W latach 1975–1998 miejscowość administracyjnie należała do województwa olsztyńskiego.
Niewielka miejscowość otoczona lasem, leżąca ok. 3,5 km na wschód od Szczytna. Dojazd: ok. 1,5 km DK53, następnie w prawo zgodnie z drogowskazem.
Do wsi można zjechać autobusem ZKM 
Wieś założona w miejscu istniejącej już osady leśnej, w ramach osadnictwa szkatułowego w 1788 r. Miejscowość była znacząco zniszczona w czasie pierwszej wojny światowej – spaliło się 36 domów i 46 budynków gospodarczych.